# Gustav Siewerth
Gustav Siewerth (* 28. Mai 1903 in Hofgeismar; † 5. Oktober 1963 in Trient, Italien) war ein deutscher Philosoph und Pädagoge. Gustav Siewerth galt als Experte für das Leben und Werk von Thomas von Aquin und versuchte einen pädagogischen Brückenschlag hin zu seinen Lehrern Martin Honecker und Martin Heidegger.

## Leben
Nach seinem Abitur am Frankfurter Lessing-Gymnasium 1922 studierte er zunächst Philosophie und Psychologie an der Universität Frankfurt. 1924 erreichte er sein „Philosophicum“ am Theologischen Seminar Fulda. Von 1926 bis 1930 studierte er an der Albert-Ludwigs-Universität Freiburg bei Martin Honecker, Martin Heidegger und Edmund Husserl Philosophie sowie Kunstgeschichte und Geschichte. Zu seinen Kommilitonen gehörten bei Professor Honecker zeitweilig Max Müller, Eugen Seiterich und Karl Rahner. 1930 wurde er zum Dr. phil. mit der Promotionsschrift Die Metaphysik der Erkenntnis nach Thomas von Aquin in Freiburg promoviert. Nach einem Forschungsauftrag der Forschungsgemeinschaft der deutschen Wissenschaft über die Thematik „Der Gottesgedanke in der Entwicklung des jüngeren Hegel“ erhielt Gustav Siewerth 1932 die Habilitationsgenehmigung der Universität in Frankfurt am Main. 1933 scheiterten seine Habilitation und seine Berufung als Professor am Lyceum Hosianum in Braunsberg aufgrund der politischen Verhältnisse des Jahres 1933. Schließlich habilitierte sich Gustav Siewerth 1937 doch noch mit der Habilitationsschrift Die Apriorität der Erkenntnis als Einheitsgrund der philosophischen Systematik nach Thomas von Aquin an der Universität Freiburg. Trotzdem wurde ihm die Übertragung einer Dozentur verweigert. Auch die Übernahme eines Schriftleiterpostens wurde ihm nicht zugesprochen. Aus politischen Gründen war ihm eine weitere Universitätslaufbahn versagt worden. Seine innere Emigration überbrückte er im Dritten Reich mit einer Industrietätigkeit beim Drahtverband in Düsseldorf und bei den Düsseldorfer Mannesmannröhren-Werken.
Gustav Siewerth wurde 1945 – nach Genehmigung durch die Militärregierung – zum Professor für Philosophie und Pädagogik sowie zum Direktor an der Pädagogischen Hochschule Rheinland, Abteilung Aachen, berufen, die später im Verlauf der Angliederung der verschiedenen Pädagogischen Hochschulen an die wissenschaftlichen Hochschulen des Landes Nordrhein-Westfalen mit Wirkung vom 1. April 1980 in die RWTH Aachen überführt wurde. Seine philosophische Weltanschauung – eine Art Christliche Metaphysik – war von den Ideen  Thomas von Aquins, die er in Hinblick auf Martin Heidegger und in seinem Frühwerk auch auf Hegel erweitern wollte, inspiriert. 1961 wurde Gustav Siewerth Gründungsrektor und Professor für Pädagogik der Pädagogischen Hochschule Freiburg im Breisgau.
Siewerth starb am 5. Oktober 1963 während einer Konferenz der Görres-Gesellschaft in Trient; er wurde auf dem Friedhof Bergäcker in Freiburg-Littenweiler bestattet.

## Schriften (Auswahl)
- Die Metaphysik der Erkenntnis nach Thomas von Aquin. Bd. 1: Die sinnliche Erkenntnis. Oldenbourg, München 1933 (= Dissertation Universität Freiburg) (später: Reihe Libelli, Bd. 173, Wissenschaftliche Buchgesellschaft, Darmstadt 1968).

- Der Thomismus als Identitätssystem. Schulte-Bulmke, Frankfurt am Main 1939 (2. Aufl. 1961).
- Die Apriorität der menschlichen Erkenntnis nach Thomas von Aquin. In: Symposion, Bd. 1 (1949), S. 95–167 (= Habilitationsschrift Universität Freiburg).
- Wagnis und Bewahrung. Zur metaphysischen Begründung des erzieherischen Auftrages. Schwann, Düsseldorf 1958 (2. Aufl. 1964).
- Das Schicksal der Metaphysik von Thomas zu Heidegger (= Sammlung Horizonte, Bd. 6). Johannes Verlag, Einsiedeln 1959 (Neuauflage: Johannes, Freiburg im Breisgau 2003, ISBN 3-89411-382-0).
- Philosophie der Sprache (= Sammlung Horizonte, Bd. 9). Johannes Verlag, Einsiedeln 1962.
- Metaphysik der Kindheit (= Sammlung Horizonte, Bd. 3). 2. Aufl. Johannes Verlag, Einsiedeln 1962.
- Grundfragen der Philosophie im Horizont der Seinsdifferenz. Gesammelte Aufsätze zur Philosophie. Schwann, Düsseldorf 1963.
- Hinführung zur exemplarischen Lehre. Aufsätze und Beispiele. Herder, Freiburg im Breisgau 1965.
- Gesammelte Werke (Bd. 1 – Bd. 6 c). Patmos-Verlag, Düsseldorf/Verlag Gustav Siewerth-Gesellschaft, Konstanz 1971–2018).

## Ehrungen
Siewerths Schülerin Alma von Stockhausen gründete 1988 die nach ihm benannte Gustav-Siewerth-Akademie.